# 372 TCN
372 TCN là một năm trong lịch La Mã.